# Університет Гренландії
Університет Гренландії (гренл. Ilisimatusarfik; дан. Grønlands Universitet) — єдиний університет у Гренландії. Розташований у столиці Гренландії місті Нуук. Більшість курсів викладаються данською мовою, частина також гренландською.
Станом на 2007 рік в університеті навчалося близько 150 студентів, майже всі вони були місцевими мешканцями. У ньому працювало 14 академічних співробітників та п'ять технічних працівників.

## Історія
Університет Гренландії було засновано 1987 року з метою створити місцевий заклад вищої освіти у Ґренландії. Початково він розташовувався в приміщенні моравської місіонерської станції, а 2009 року був перенесений до спеціально призначеного дослідницького комплексу Ilimmarfik. Бюджет університету становить 14,8 млн данських крон.

## Факультети

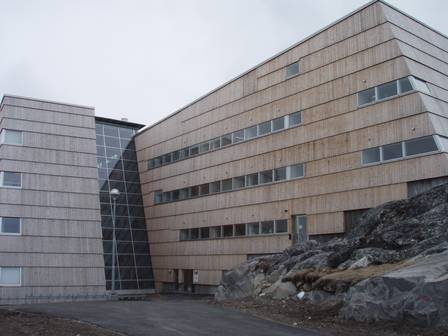
Університетський кампус Ilimmarfik у місті Нуук

В університеті діє чотири факультети:
- Факультет менеджменту та економіки
- Факультет мови, літератури та досліджень медіа
- Факультет культурної та соціальної історії
- Богословський факультет

В університеті присвоюється ступінь бакалавра на всіх факультетах та магістра в усіх галузях, окрім богослів'я. Також відкрито програми Ph.D., наразі цей ступінь здобувають п'ятеро аспірантів.

## Бібліотека
Бібліотека університету має близько 18 тис. томів.